# Montes Cherski

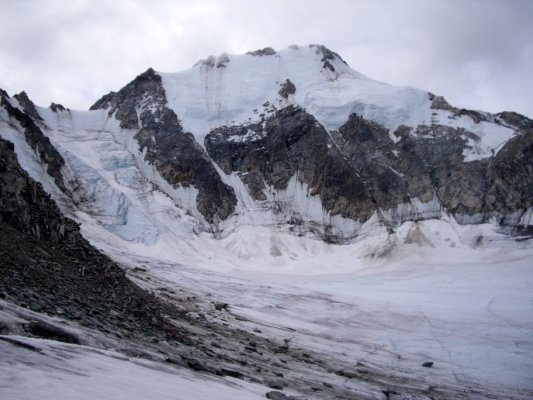
El pico Pobeda, el punto más alto de los montes Cherski (cara norte, 2008).

Los montes Cherski (en ruso: Хребет Черского, romanizado: Jrebet Chérskogo; en yakuto: Черскэй хайалара) son una cordillera montañosa del noreste de Rusia, localizada en Siberia Oriental. 

## Geografía
Los montes Cherski se extienden una longitud de 1000 km, orientada en dirección NO-SE, en conjunto, y la parte principal está situada en el territorio de la república de Sajá (Yakutia), y una pequeña parte, al sur, en el óblast de Magadán. 
Los montes Cherski se encuentran a ambos lados del círculo polar ártico, y forman parte de las montañas de Siberia Oriental situadas al norte del mar de Láptev. El macizo está rodeado, al noreste, por la llanura de Siberia Oriental y, al este, por las montañas del Moma; hacia el sureste la cadena desaparece poco a poco en el mar de Ojotsk, y las últimas estribaciones meridionales llegan hasta el puerto de Magadán; por el suroeste, se extienden hasta el valle del río Yana y hasta la meseta Oïmiakon y las montañas Verjoyansk. 
En el macizo tienen sus fuentes algunos de los mayores ríos de la Siberia Oriental, como el río Kolymá y el río Tompo, y es atravesado por el río Indiguirka , que discurre por un estrecho y sinuoso valle, separando la cadena en dos partes por una profunda entalladura.
El punto más alto de la cadena montañosa es el pico Pobeda (Gorá Pobeda), con 3003 metros, y el segundo pico más alto es el monte Aborigen (2586 metros) situado en la frontera sur. 
El montes Cherski, junto con la vecina cordillera Verjoyansk, tienen un efecto moderado sobre el clima de Siberia. Las crestas obstruyen el movimiento de las corrientes de aire del oeste, disminuyendo la cantidad de nieve que cae en las llanuras al oeste.
En la región se encuentran importantes yacimientos de minerales metalíferos, sobre todo de oro y estaño.

## Historia
Los montes Cherski fueron descubiertos en 1926 por Serguéi Óbruchev (hijo del famoso geólogo ruso Vladímir Óbruchev), que los nombró en honor del explorador, geólogo y geógrafo ruso de origen polaco Jan Czerski (1845-1892), que encabezó una de las primeras expediciones científicas en la región.

## Geología
Desde el punto de vista geológico, el macizo se encuentra en la frontera entre dos placas tectónicas, la placa Euroasiática y la placa Norteamericana.
La naturaleza exacta de la frontera entre ambas placas tectónicas en la zona de los montes Chersky todavía no es plenamente comprendida y es objeto de investigaciones en curso. En el decenio de 1980, la cadena se consideraba principalmente una zona de dislocación continental donde la corteza se estaba separando. Sin embargo, la opinión actual es que los montes Cherski son principalmente una zona activa de sutura, una frontera de la placa continental convergente, donde se está produciendo la compresión entre ambas placas. Se cree que los montes Cherski son un punto donde las fuerzas extensionales procedentes del norte cambian a fuerzas de compresión observadas en la mayor parte de la cordillera. También se piensa que los montes Cherski pueden ser incluidos en un triple cruce geológico, donde la falla Ulakhan interseca la zona de sutura. Cualquiera que sea la naturaleza exacta de la tectónica regional, los montes Cherski son una zona sísmica activa. Están conectados al norte con una prolongación terrestre del Rift marino de Láptev, que a su vez es una extensión continental de la dorsal de Gakkel.